# جیمی بریاند
جیمی بریاند (انگلیسی: Jimmy Briand؛ زادهٔ ۲ اوت ۱۹۸۵) یک بازیکن فوتبال اهل فرانسه است که در پست هافبک و مهاجم بازی می‌کند.
از باشگاه‌هایی که در آن بازی کرده‌است می‌توان به گنگام، رن و لیون اشاره کرد.
وی همچنین در تیم ملی فوتبال فرانسه بازی کرده است.